# Madahallikaval, Hunsur
Madahallikaval là một làng thuộc tehsil Hunsur, huyện Mysore, bang Karnataka, Ấn Độ.